# Новочебоксарский троллейбус
Новочебокса́рский тролле́йбус (чув. Ҫӗнӗ Шупашкарти троллейбус) — троллейбусная система города Новочебоксарска, открытая 2 ноября 1979 года. В данный момент является основным видом общественного транспорта города.
Изначально оператором являлось «Новочебоксарское МУП троллейбусного транспорта», которое было ликвидировано 1 июля 2023 года, а троллейбусы перешли в распоряжение «ГУП Чувашской Республики «Чувашское транспортное управление» Министерства транспорта и дорожного хозяйства Чувашской Республики» с целью создания единой транспортной системы Чебоксары-Новочебоксарск.

## История
- Пробное троллейбусное движение в Новочебоксарске было запущено 21 апреля 1979 года, регулярное — 2 ноября (по другим данным — 3 ноября) 1979 года, в том же году было открыто депо[6]; первый маршрут прошёл от «Химтехникума» до «Химпрома», причём изначально троллейбусы ходили только по рабочим дням и в первую смену. Постоянное движение началось спустя несколько лет после открытия.
- В 1989 году общая протяжённость контактной сети составляла 32,9 км, количество троллейбусов — 95 штук[7].
- В 2003 году в городе работало 7 троллейбусных маршрутов, длина контактной сети составила 35,6 км (из них 4,6 км внутри депо), подвижной состав состоял из 58 машин (49 единиц ЗиУ-9, по 2 единицы БТЗ-5276, ВМЗ-100, Nordtroll-120MTr и по одному троллейбусу АКСМ-101, БТЗ-5201 и ВМЗ-170).[6]
- 14 января 2020 года было открыто троллейбусное сообщение между Чебоксарами и Новочебоксарском по маршруту № 100, однако вследствие пандемии и убыточности маршрута в марте 2020 года он был закрыт. Одной из его особенностей был проездной билет, который действовал только на данном маршруте.[8]
- 24 июня 2024 года ко Дню Республики был запущен межмуниципальный троллейбусный маршрут № 62 (Чебоксары — Новочебоксарск).[9] Данный маршрут востребован ввиду загруженности автодороги между Новочебоксарском и Чебоксарами. Для этих целей был закуплен 21 троллейбус. На линии работает 18 троллейбусов, в том числе 3 резервных. Маршрут обслуживается силами троллейбусных депо № 1 и № 4.
- 24 августа 2024 года, на День города, были запущены 20 новых троллейбусов, тем самым было полностью завершено обновление подвижного состава.[10]
- 21 февраля 2025 года был запущен межмуниципальный маршрут № 61 (Чебоксары — Новочебоксарск). Маршрут связал Новочебоксарск с Новоюжным районом Чебоксар и улицей Гладкова.[11]

|          | Протяжённость линий | Количество троллейбусов |
| -------- | ------------------- | ----------------------- |
| 1980 год | 16,4 километров     | 28                      |
| 1989 год | 32,9 километров     | 95                      |
| 1990 год | 32,6 километров     | 52                      |
| 2000 год | 36 километров       | 57                      |
| 2003 год | 35,6 километров     | 58                      |

## Маршруты

### Действующие маршруты
| №  | Маршрут | Дата открытия        | Примечание |
| -- | --- | -------------------- | --- |
| 52 | мкр. «Иваново» (Школа № 11) — Химтехникум — Пл. Победы — ул. Комсомольская — маг. «Каблучок» — маг. «Весна» — ул. Советская — АТП-6 — Троллейбусное управление — ОЖДХ — «Железобетон» — «Стройдеталь» — ТЭЦ-3 — АО «Химпром» | 2 ноября 1979 года   | Изначально конечной остановкой была не мкр. «Иваново», а Химтехникум. |
| 53 | Школа № 19 — ул. Первомайская — Дом Правосудия — Школа искусств — Детский городок — Ельниковская роща — маг. «Весна» — ул. Советская — АТП-6 — Троллейбусное управление — ОЖДХ — «Железобетон» — «Стройдеталь» — ТЭЦ-3 — АО «Химпром» | 2 ноября 1981 года   | Первоначально конечными пунктами маршрута были ЖД станция — Библиотека (ныне Школа искусств). С 1 сентября 2012 года сокращён до ост. АО «Химпром» в связи с демонтажем контактной сети на маршрутном участке АО «Химпром» — ЖД Станция. |
| 54 | мкр. «Иваново» (Школа № 11) — маг. «Сокол» — Пл. Победы — ул. Комсомольская — маг. «Каблучок» — маг. «Весна» — к/т «Атал» — Соборная площадь — Дом быта «Орион» — ул. Пионерская — рынок «Новочебоксарский» — Детская больница — Фабрика «Пике» — маг. «Турист» — Школа № 13 — Юраково                                                                         | 4 января 1989 года   | До 9 мая 1996 года, когда был организован продлённый маршрут, имел номер 54. В часы пик некоторые троллейбусы следуют по маршруту 54 до ул. Воинов-Интернационалистов. Позже был переименован в 54. |
| 55 | АО «Химпром» — ТЭЦ-3 — Стройдеталь — Железобетон — дер. Ольдеево — Троллейбусное управление — АТП-6 — ул. Советская — маг. «Весна» — к/т «Атал» — Соборная площадь — Дом быта «Орион» — ул. Пионерская — рынок «Новочебоксарский» — Детская больница — Фабрика «Пике» — маг. «Турист» — Школа № 13 — Юраково                                                   | 4 января 1989 года   | До 9 мая 1996 года, когда был организован продлённый маршрут, имел номер 55. С 1 сентября 2012 года сокращён до ост. АО «Химпром» в связи с демонтажем контактной сети на маршрутном участке АО «Химпром» — ЖД Станция. В часы пик некоторые троллейбусы следуют по маршруту 55 до ул. Воинов-Интернационалистов. Позже был переименован в 55. |
| 60 | Чебоксары ("ЧПО им. Чапаева") — Улица Жени Крутовой — Улица Винокурова, Ельниковский проезд — Улица 10-й Пятилеики — Улица Воинов Интернационалистов — Улица Советская — а/д Вятка,э — шоссе Марпосадское, Улица Калинина — Проспект Московский, Улица 500-летия Чебоксар — Проспект Максима Горького — Улица Университетская. Новочебоксарск (мкр. «Иваново») | 1 августа 2025 года  | |
| 61 | Чебоксары (Медицинский центр) — Новочебоксарск (мкр. «Иваново»). | 21 февраля 2025 года | |
| 62 | Чебоксары ("ЧПО им. Чапаева") — Новочебоксарск (мкр. «Иваново») | 24 июня 2024 года    | Открытие маршрута состоялось на День Чувашской республики. |

### Закрытые маршруты
| №  | Маршрут | Дата открытия                                     | Примечание |
| -- | --- | ------------------------------------------------- | --- |
| 51 | мкр. «Иваново» (Школа № 11) — Химтехникум — Пл. Победы — ул. Комсомольская — маг. «Каблучок» — маг. «Весна» — ул. Советская — АТП-6 — Троллейбусное управление — дер. Ольдеево — «Железобетон» — «Стройдеталь» — ТЭЦ-3 — АО «Химпром» — Железнодорожная станция | 30 декабря 1982 года                              | Закрыт 1 сентября 2012 года в связи с демонтажем контактной сети на маршрутном участке АО «Химпром» — ЖД Станция. Полностью заменен маршрутом 52 .                    |
| 54 | мкр. «Иваново» (Школа № 11) — маг. «Сокол» — Пл. Победы — ул. Комсомольская — маг. «Каблучок» — маг. «Весна» — к/т «Атал» — Соборная площадь — Дом быта «Орион» — ул. Пионерская — рынок «Новочебоксарский» — Детская больница — Юраково — маг. «Ника» — ул. Воинов-Интернационалистов | 9 мая 1996 года                                   | Закрыт в 2013 году. |
| 55 | Железнодорожная станция — АО «Химпром» — ТЭЦ-3 — Стройдеталь — Железобетон — дер. Ольдеево — Троллейбусное управление — АТП-6 — ул. Советская — маг. «Весна» — к/т «Атал» — Соборная площадь — Дом быта «Орион» — ул. Пионерская — рынок «Новочебоксарский» — Детская больница — Юраково — маг. «Ника» — ул. Воинов-Интернационалистов | 9 мая 1996 года                                   | С 1 сентября 2012 года сокращён до ост. АО «Химпром» в связи с демонтажем контактной сети на маршрутном участке АО «Химпром» — ЖД Станция. Закрыт в 2013 году.        |
| 56 | мкр. «Иваново» (Школа № 11) — маг. «Сокол» — Пл. Победы — ул. Комсомольская — маг. «Каблучок» — маг. «Весна» — к/т «Атал» — Соборная площадь — Дом быта «Орион» — ул. Пионерская — рынок «Новочебоксарский» — Детская больница — Магазин «Глория» — Магазин «Ника» — Церковь Николая Чудотворца — Школа № 19 — ул. Первомайская — Дом Правосудия — Школа Искусств — Детский Городок — Ельниковская роща — маг. «Каблучок» — ул. Комсомольская — Пл. Победы — маг. «Сокол» — мкр. «Иваново» (Школа № 11) | 12 июня 2004 года 19 декабря 2014 года (повторно) | Закрыт в мае 2012 года по причине низкого пассажиропотока. Вновь открыт в декабре 2014 года, но с изменениями. Закрыт в 2018 году по причине низкого пассажиропотока. |

## Подвижной состав
| Модель ТС                | Количество единиц       | Годы работы | Изображение | Примечание                                     |
| ------------------------ | ----------------------- | ----------- | ----------- | ---------------------------------------------- |
| УТТЗ-6241.01 «Горожанин» | 47                      | 2024 ― н.в. |             | 27 троллейбусов оборудованны автономным ходом. |
| Источник                 | Троллейбус в Чебоксарах |             |             |                                                |

## Перспективы
В Новочебоксрск из Москвы, где закрыли троллейбусное движение в 2020 году, прибыли 8 троллейбусов Тролза-5265.00 «Мегаполис» 2012–2013 годов выпуска. Однако их эксплуатация оказалась недолгой – уже через три года машины были списаны, завершив свой путь в городском транспорте.
В августе 2024 года в городе Новочебоксарск завершили полное обновление подвижного состава.
За 2024-2025 года в Чувашской Республике было введено в эксплуатацию три новых межмуниципальных троллейбусных маршрута, связывающих города Чебоксары-Новочебоксарск.
24 июня 2024 года был запущен первый межмуниципальный троллейбусный маршрут №62. Новый маршрут запустит движение троллейбусов между микрорайоном Иваново в Новочебоксарске и Чебоксарским производственным объединением им. В.И. Чапаева в Чебоксарах.
С 21 февраля 2025 года между Чебоксарами и Новочебоксарском  начал курсировать новый межмуниципальный троллейбусный маршрут №61. Новый маршрут охватывает ключевые транспортные артерии городов Чебоксары и Новочебоксарск, обеспечивая удобное сообщение с районами компактного проживания населения, такими как Новоюжный район г. Чебоксары и микрорайон по улице Гладкова, где расположены больницы республиканского и федерального значения.
С 1 августа 2025 года введен в эксплуатацию маршрут №60 "Новочебоксарск (Химтехникум) — Чебоксары (Университет)". Трасса маршрута проходит по улицам Жени Крутовой, Винокурова, Ельниковскому проезду, 10-й Пятилетки, Воинов-Интернационалистов, Советской в Новочебоксарске, а также по улице Калинина, Московскому и Максима Горького проспектам в Чебоксарах с конечной остановкой на улице Университетской. В обратном направлении маршрут следует до улицы Силикатной.
Данные маршруты создали альтернативу существующим автобусным перевозкам и способствовали развитию транспортной инфраструктуры агломерации.

## Смотрите также
- Чебоксарский троллейбус